# Bahnradsport-Weltmeisterschaften 1921

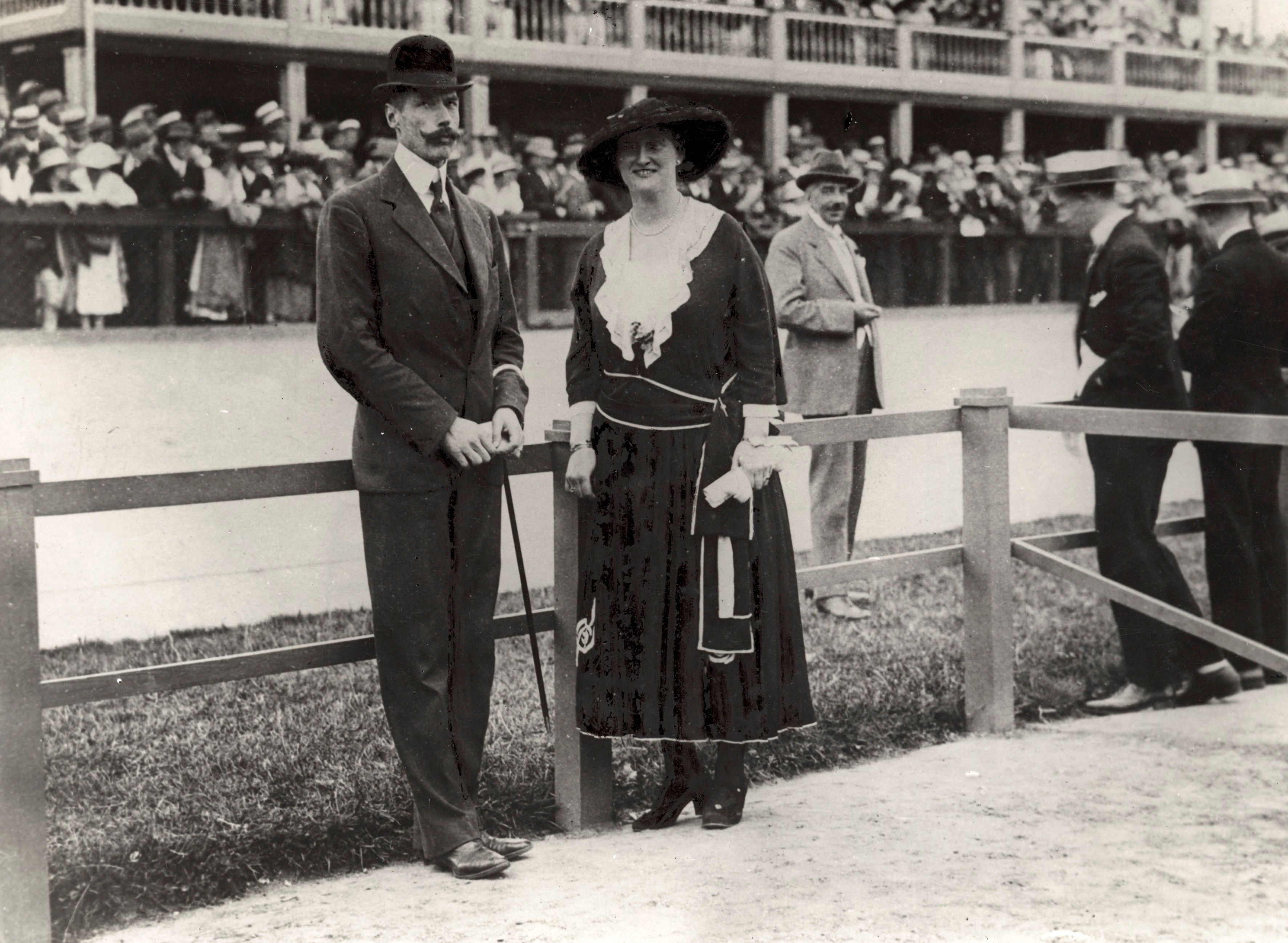
Prinz Harald und Prinzessin Helena von Dänemark bei den Bahnradsport-Weltmeisterschaften

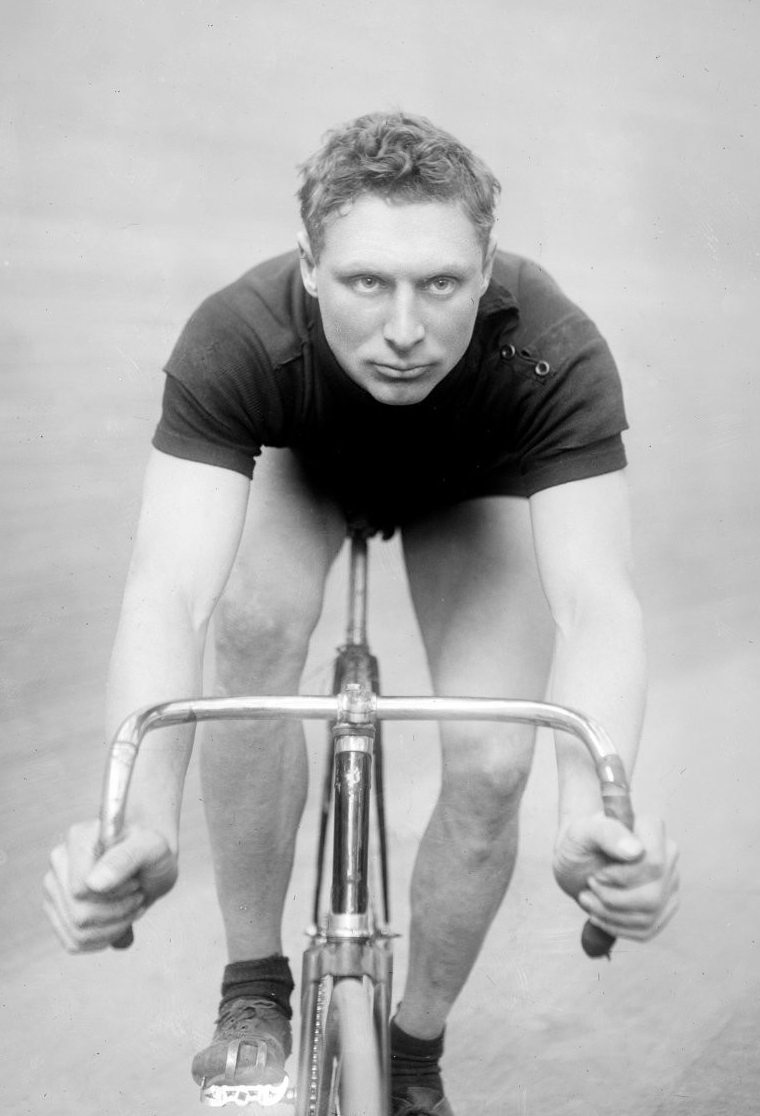
Piet Moeskops wurde Weltmeister der Profi-Sprinter

Die Bahnradsport-Weltmeisterschaften 1921 fanden vom 30. Juli bis 8. August 1921 in Ordrup bei Kopenhagen statt.
An diesen Weltmeisterschaften durften deutsche und österreichische Sportler weiterhin nicht teilnehmen, da der deren Radsportverbände nach dem Ersten Weltkrieg aus der Union Cycliste Internationale ausgeschlossen worden waren. Die USA beantragten vor den Weltmeisterschaften die Wiederaufnahme der beiden Verbände in die UCI, die aber an der ablehnenden Haltung des englischen Radsportverbandes scheiterte.
Das Steherrennen über 100 Kilometer für Amateure wurde nicht mehr ausgetragen. Stattdessen fand ein Straßenrennen für Amateure statt.

## Resultate

### Berufsfahrer
| Disziplin                 | Platz | Land        | Athlet         |
| ------------------------- | ----- | ----------- | -------------- |
| Fliegerrennen über 1000 m | 1     | Niederlande | Piet Moeskops  |
|                           | 2     | Australien  | Robert Spears  |
|                           | 3     | Frankreich  | Pierre Sergent |
| Steherrennen über 100 km  | 1     | Belgien     | Victor Linart  |
|                           | 2     | Schweiz     | Paul Suter     |
|                           | 3     | Frankreich  | Paul Guignard  |

### Amateure
| Disziplin                 | Platz | Land     | Athlet               |
| ------------------------- | ----- | -------- | -------------------- |
| Fliegerrennen über 1000 m | 1     | Dänemark | Henry Brask Andersen |
|                           | 2     | Dänemark | Erik Kjeldsen        |
|                           | 3     | Dänemark | Johan Norman Hansen  |